# Palle Thrane
Palle Skjold Thrane, född 19 december 1911 i Köpenhamn, död 2005, var en dansk målare.
Han var son till Knud Oluf Christian Thrane och Thora Axela Christensen och från 1949 gift med Alice Maria Larsson. Thrane studerade konst vid Köpenhamns Tekniske Skole 1927–1932, Kunsthåndværkerskolen 1934, École des Beaux-Arts i Paris 1936 samt för Marcel Gromaire vid Académie de la Grande Chaumière i Paris 1938 och under ett stort antal studieresor till Italien och Frankrike. I början av 1950-talet vistades han en längre period i Sverige och medverkade då i grupputställningar Killbergs konstsalong i Helsingborg 1951 och Helsingborgs konstförenings utställning på Vikingsberg konstmuseum 1954. Separat ställde han bland annat på Galleri Binger i Köpenhamn 1938, Galleri Marseille i Paris 1953, Bachs Kunsthandel i Köpenhamn 1953, Studio Schrader i Köpenhamn 1956, Athenæum i Köpenhamn 1964, Den Frie Udstilling i Köpenhamn 1969–1971 och Ystads konstmuseum 1970. Hans konst består av interiörer, stadsbilder landskapsskildringar förutom bildkonst arbetade han även med keramik. Thrane finns representerad vid bland annat Bornholms Kunstmuseum och Vejlemuseerne.